# Краснокаменський район
Кра́снока́менський район (рос. Краснокаменский район) — район у складі Забайкальського краю Російської Федерації.
Адміністративний центр — місто Краснокаменськ.

## Населення
Населення — 57944 особи (2019; 64597 в 2010, 65907 у 2002).

## Адміністративний поділ
Район адміністративно поділяється на 1 міське та 9 сільських поселень:
| Поселення                             | Площа, км² | Населення, осіб (2002) | Населення, осіб (2010) | Населення, осіб (2019) | Центр            | Населені пункти |
| ------------------------------------- | ---------- | ---------------------- | ---------------------- | ---------------------- | ---------------- | --------------- |
| Краснокаменське міське поселення      | 305,68     | 58128                  | 56670                  | 51648                  | Краснокаменськ   | 1               |
| Богдановське сільське поселення       | 251,69     | 742                    | 540                    | 426                    | Богдановка       | 1               |
| Кайластуйське сільське поселення      | 690,70     | 1044                   | 808                    | 588                    | Кайластуй        | 1               |
| Капцегайтуйське сільське поселення    | 417,75     | 800                    | 467                    | 347                    | Капцегайтуй      | 1               |
| Ковилинське сільське поселення        | 779,07     | 1607                   | 1151                   | 901                    | Ковилі           | 2               |
| Маргуцецьке сільське поселення        | 215,90     | 1331                   | 1215                   | 1039                   | Маргуцек         | 1               |
| Соктуй-Мілозанське сільське поселення | 664,35     | 774                    | 625                    | 480                    | Соктуй-Мілозан   | 1               |
| Середньоаргунське сільське поселення  | 766,80     | 722                    | 483                    | 356                    | Середньоаргунськ | 2               |
| Цілиннинське сільське поселення       | 714,96     | 1853                   | 1683                   | 1359                   | Цілинний         | 2               |
| Юбілейнинське сільське поселення      | 520,67     | 1114                   | 955                    | 800                    | Юбілейний        | 2               |

## Найбільші населені пункти
| № | Населений пункт | Населення, осіб (2002) | Населення, осіб (2010) |
| - | --------------- | ---------------------- | ---------------------- |
| 1 | Краснокаменськ  | 55920                  | 55666                  |
| 2 | Цілинний        | 1683                   | 1548                   |
| 3 | Маргуцек        | 990                    | 1215                   |
| 4 | Ковилі          | 1497                   | 1065                   |
| 5 | Кайластуй       | 1044                   | 808                    |